# 赫伯特·傑米森
赫伯特·布羅瑟森·傑米森（英語：Herbert Brotherson Jamison，1875年9月17日—1938年6月22日）是美國短跑選手，曾參加1896年夏季奥林匹克运动会，在男子400米獲得銀牌一面。
傑米森於1897年畢業於普林斯頓大學，及後投身農業的家族生意。 七年後，他在故鄉皮奥里亚建立了一家保險公司，一直經營到他去世。